# Réserve nationale de faune de Long Point
Vous lisez un « bon article » labellisé en 2010.
La réserve nationale de faune de Long Point (anglais : Long Point National Wildlife Area) est une aire protégée du Canada et l'une des dix réserves nationales de faune de l'Ontario. Elle constitue la zone cœur de la réserve de biosphère de Long Point créée en 1986, en plus d'être reconnue comme site Ramsar depuis 1982.
Cette aire protégée est située sur un cordon littoral s'avançant sur le lac Érié. Elle comprend un système complexe de dunes, de milieux humides et de marais offrant de nombreux habitats pour la faune et la flore. Elle est fréquentée par pas moins de 47 espèces de mammifères, 331 d'oiseaux, 34 de reptiles et d'amphibiens et 60 de poissons et possède pas moins de 660 espèces de plantes vasculaires. Ce territoire a fait partie du territoire de chasse des Neutres et des Mississaugas avant d'être colonisé au début du XIXe siècle. En 1866, la Long Point Company acquiert la plupart des terres de la péninsule, assurant ainsi son intégrité écologique. Le territoire est géré depuis 1980 en tant que réserve nationale de faune par le Service canadien de la faune.

## Géographie

### Localisation, topographie

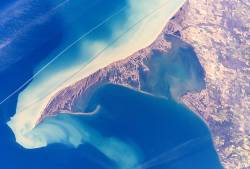
Vue satellite de Long Point.

La réserve nationale de faune est située sur la pointe Long, une péninsule de sable de 40 km de long au nord du lac Érié. Elle se trouve entièrement dans le comté de Norfolk, à 10 km au sud de Port Rowan.
La réserve est divisée en deux territoires. Le premier territoire, Thoroughfare Point, est situé à la base de la pointe et a une superficie de 450 ha. Le second, Long Point, comprend l'est de la pointe. Le secteur ouest jouxte le parc provincial de Long Point. On retrouve aussi le parc provincial de la Pointe Turkey au nord de la baie de Long Point et la réserve nationale de faune du Ruisseau-Big à l'ouest de la baie.
Plusieurs autres péninsules du lac Érié ont des aires protégées semblables, comme le parc provincial Rondeau et le parc national de la Pointe-Pelée en Ontario et le parc d'État de Presque Isle en Pennsylvanie.

### Géologie

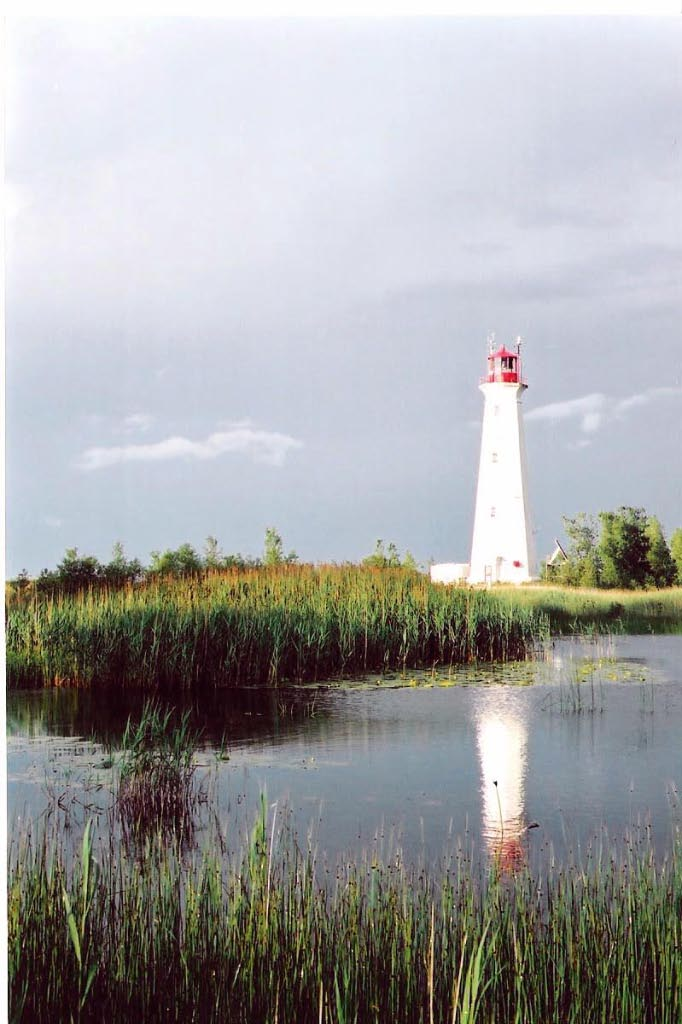
Phare de Long Point

La pointe Long est un cordon littoral de 40 km s'avançant dans le lac Érié. Il s'agit du plus grand cordon littoral des Grands Lacs. Le sous-sol est composé de roches sédimentaires datant du Silurien et du Dévonien (entre 443 et 359 millions d'années). La formation de la pointe a commencé il y 7 600 ans à partir d'une moraine traversant le lac. Elle s'est accélérée quand le lac a atteint son niveau actuel il y a 4 000 ans. La pointe est alimentée par l'érosion de falaises de sable et d'argile qui sont localisées jusqu'à 95 km à l'ouest de la pointe. La péninsule est toujours en progression et avance de près de 5 m vers l'est chaque année.

### Relief et hydrographie
Le relief de la réserve est plutôt plat : l'altitude va de 174 m, ce qui correspond au niveau du lac Érié, à 183 m. Le sud de la réserve est caractérisé par une plage de 32 km de long. Quant au nord de la péninsule, on y retrouve un vaste système de marais et de milieux humides divisé en alternance par des dunes de sable.

### Climat
Le climat de la région de Long Point est réputé pour être l'un des plus doux du Canada. Les hivers y sont doux et neigeux alors que les étés y sont humides et chauds. Les précipitations, dont le cumul annuel est proche de 1 000 mm, se répartissent équitablement tout au long de l'année. La moyenne des trois mois les plus chauds est de 19,4 °C alors que celle des trois mois les plus froids est de −4,5 °C.
| Mois                              | jan. | fév. | mars | avril | mai  | juin | jui. | août | sep. | oct. | nov.  | déc. | année   |
| --------------------------------- | ---- | ---- | ---- | ----- | ---- | ---- | ---- | ---- | ---- | ---- | ----- | ---- | ------- |
| Température minimale moyenne (°C) | −9,4 | −9,4 | −4,3 | 1,2   | 7,1  | 12,3 | 14,8 | 14,2 | 10,2 | 4,5  | −0,2  | −5,9 | 2,9     |
| Température moyenne (°C)          | −5,7 | −5,3 | 0    | 6,6   | 13,2 | 18,4 | 20,9 | 20   | 15,6 | 9,4  | 3,5   | −2,5 | 7,8     |
| Température maximale moyenne (°C) | −2,1 | −1,3 | 4,4  | 11,9  | 19,3 | 24,4 | 27   | 25,7 | 20,9 | 14,2 | 7,2   | 1    | 12,7    |
| Précipitations (mm)               | 70,1 | 59,2 | 83,1 | 85,3  | 83,6 | 83,2 | 86,1 | 85,8 | 98,1 | 83,2 | 100,1 | 91,3 | 1 009,8 |
| dont neige (cm)                   | 33,3 | 29,7 | 20,9 | 5,6   | 0,1  | 0    | 0    | 0    | 0    | 0,5  | 9     | 33,7 | 132,7   |

## Histoire

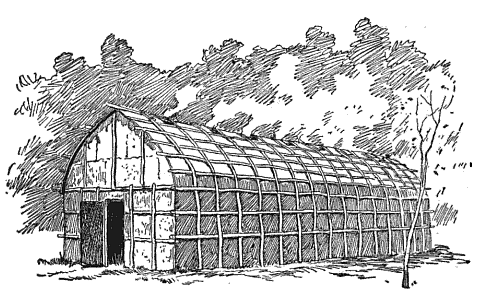
Maison longue.

Les plus vieilles preuves de la présence humaine au sud de l'Ontario remontent à 11 000 ans. Des pointes de flèches sont les seuls artéfacts retrouvés de la période paléoindienne. La végétation régionale se modifia pour l'actuelle il y a 8 000 ans, ce qui débuta la période archaïque. La période sylvicole commence avec l'apparition de la céramique vers Xe siècle av. J.-C.. Vers 900, la population commence graduellement à adopter la culture du trio maïs, haricot et courge, également connu sous le nom des Trois sœurs. La région était habitée par des Iroquoiens qui deviendront les Neutres.
Les Neutres formaient une confédération de cinq nations, les Attiragenregas, les Ahondihronons, les Antouaronons, les Onguiaronons et les Kakouagogas. À son apogée, la population de la confédération est estimée entre 12 000 et 40 000 habitants répartis dans 28 à 40 villages. Ceux-ci disparurent vers 1653, victime des guerres franco-iroquoises. La région fut ensuite occupée par les Mississaugas, une tribu semi-nomade de langue algonquienne.

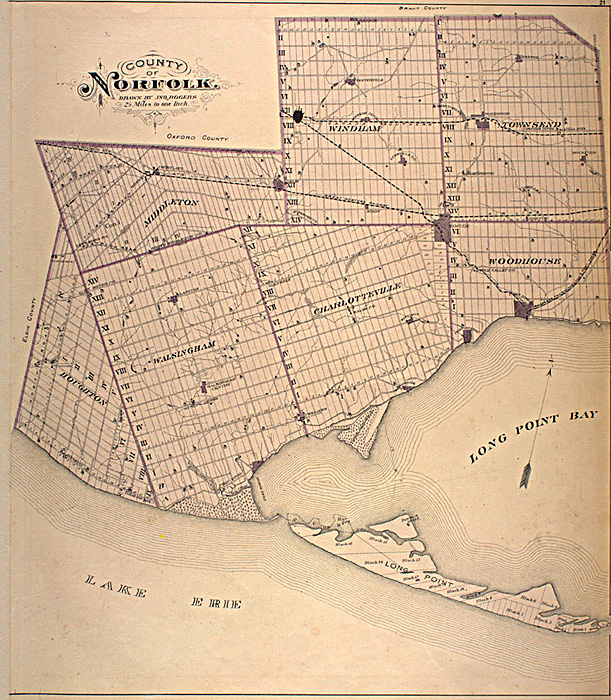
Carte du comté de Norfolk en 1880.

L'indépendance des États-Unis d'Amérique marqua le début de la colonisation ; les Loyalistes arrivèrent à partir des années 1780. Les Mississaugas cédèrent la région aux Britanniques le 22 mai 1784. Les cantons de la région furent cadastrés à la fin du XVIIIe siècle et la région obtint le surnom de Long Point Settlement. La vocation du comté de Norfolk au début du XIXe siècle est principalement fondée sur l'agriculture et l'exploitation forestière.
Le déclin et même la disparition du gibier dans la région incitèrent un groupe de chasseurs, organisés au sein de la Long Point Company, à acheter à la province du Canada la plupart des terres de la pointe, soit 6 044 ha, pour en faire une réserve de chasse en 1866. La seule terre qui ne fut pas acquise fut la propriété de la famille Anderson, située à l'extrémité de la pointe. Le cerf de Virginie fut introduit dans la péninsule en 1874. La compagnie introduisit plusieurs techniques de conservation de la faune en émettant des permis de chasse et en interdisant la chasse à la sauvagine au printemps.
Le parc provincial de Long Point fut créé en 1921 à la base de la péninsule. La Long Point Company céda une partie de ses terres au Service canadien de la faune, qui en fit une réserve nationale de faune en 1980. En 1982, Long Point fut reconnu comme site Ramsar. Elle fut reconnue comme réserve de biosphère en 1986.

## Milieu naturel
Selon la classification écologique de la Commission de coopération environnementale, Long Point est située dans l'écorégion de niveau III des basses-terres du lac Érié, elle-même située dans l'écorégion de niveau I des forêts tempérées de l'Est,. Le cadre écologique du Canada remplace cette dernière par l'écozone des plaines à forêts mixtes. Cette écorégion est caractérisée par l'un des climats les plus doux du Canada.
La réserve a été reconnue au niveau international comme réserve de biosphère, comme site Ramsar, comme zone importante pour la conservation des oiseaux (ZICO) d'importance mondiale pour ses espèces grégaires, la concentration de la sauvagine et la concentration d'oiseaux terrestres migrateurs et d'importance nationale pour la présence d'espèces menacées et d'espèces grégaires. Elle a été aussi reconnue comme réserve internationale pour le monarque (Danaus plexippus) à la suite d'un accord binational avec le Mexique.

### Flore

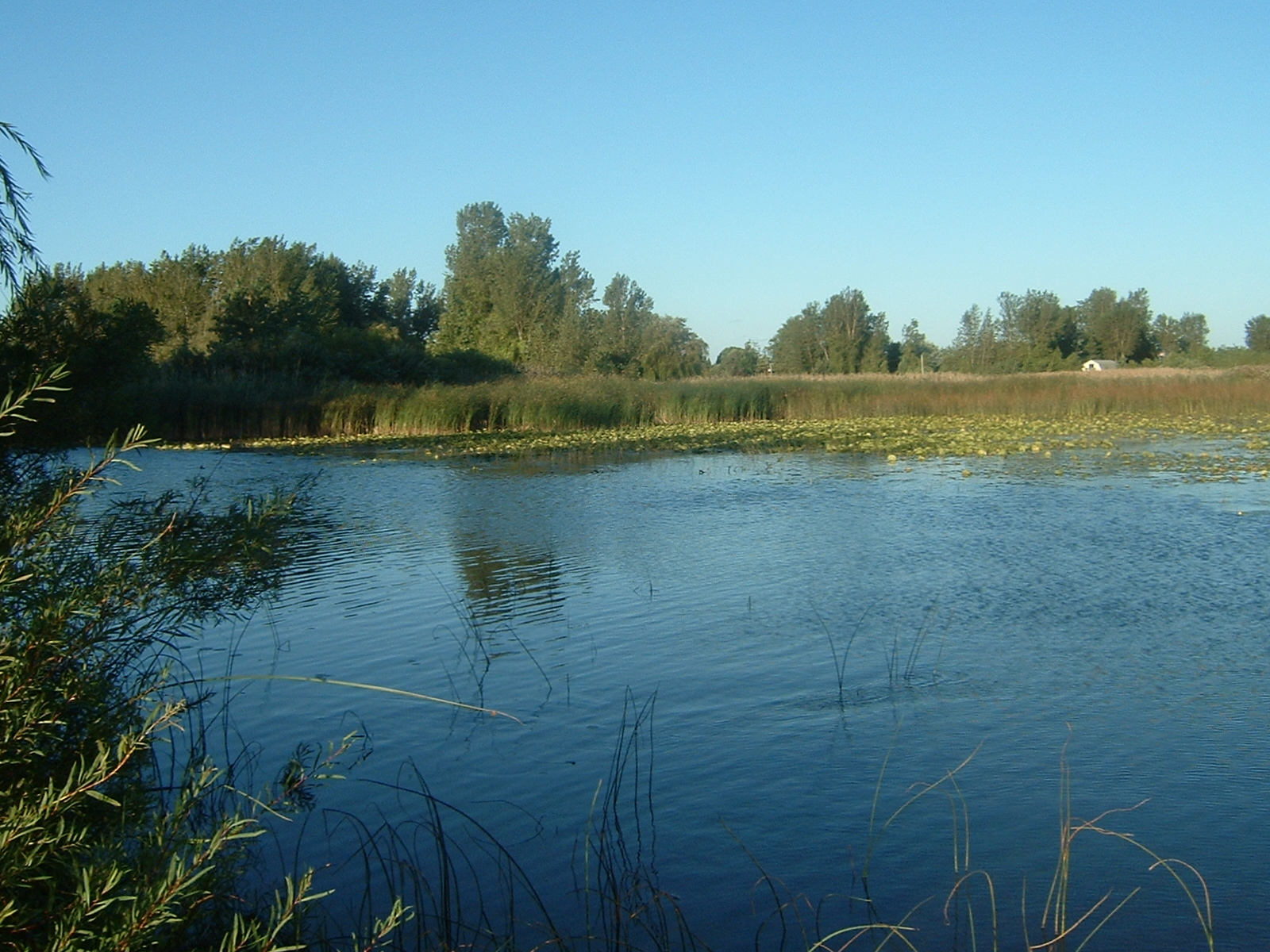
Marais et forêts de baie de Long Point.

La péninsule de la pointe Long est caractérisée par la forêt carolinienne, ou forêt feuillue de l'Est. On y retrouve 660 espèces de plantes vasculaires. Les premières plantes à coloniser les dunes fraîchement créées sont le peuplier deltoïde (Populus deltoides) et le genévrier de Virginie (Juniperus virginiana). Ceux-ci sont remplacés par des marécages de mélèze laricin (Larix laricina) et de thuya occidental (Thuja occidentalis), des forêts de pin blanc (Pinus strobus) et de thuya occidental ainsi que des savanes de bouleau à papier (Betula papyrifera) et de chêne rouge (Quercus rubra). Les marais peu profonds sont quant à eux occupés en majorité par les quenouilles (Typha sp.).

### Faune
Le lac Érié abrite pas moins de 60 espèces de poissons. Les espèces les plus pêchées par les pêcheurs commerciaux sont le cisco (Coregonus artedi), le doré jaune (Sander vitreus), la perchaude (Perca flavescens) et le grand corégone (Coregonus clupeaformis).

#### Mammifères
On retrouve 47 espèces de mammifères à Long Point. Le seul ongulé encore présent est le cerf de Virginie (Odocoileus virginianus). Les carnivores présents dans la région sont le coyote (Canis latrans), le renard roux (Vulpes vulpes), le renard gris (Urocyon cinereoargenteus), le raton laveur (Procyon lotor), l'hermine (Mustela erminea), la belette à longue queue (Mustela frenata), le vison d'Amérique (Neovison vison), le blaireau d'Amérique (Taxidea taxus), la mouffette rayée (Mephitis mephitis), la loutre de rivière (Lontra canadensis), et le lynx du Canada (Lynx canadensis).
Les petits mammifères que l'on retrouve dans la réserve sont l'opossum de Virginie (Didelphis virginiana), la musaraigne cendrée (Sorex cinereus), la musaraigne fuligineuse (Sorex fumeus), la grande musaraigne (Blarina brevicauda), la petite musaraigne (Cryptotis parva), la taupe à queue velue (Parascalops breweri), le condylure à nez étoilé (Condylura cristata), le Lapin à queue blanche (Sylvilagus floridanus), le lièvre d'Europe (Lepus europaeus), le tamia rayé (Tamias striatus), la marmotte commune (Marmota monax), l'écureuil gris (Sciurus carolinensis), l'Écureuil roux (Tamiasciurus hudsonicus), le petit polatouche (Glaucomys volans), le castor du Canada (Castor canadensis), la souris à pattes blanches (Peromyscus leucopus), la souris sylvestre (Peromyscus maniculatus), le campagnol-lemming de Cooper (Synaptomys cooperi), le rat musqué (Ondatra zibethicus), le campagnol sylvestre (Microtus pinetorum), le campagnol des prés (Microtus pennsylvanicus), le rat surmulot (Rattus norvegicus), la souris commune (Mus musculus), la souris sauteuse des champs (Zapus hudsonius) et le porc-épic d'Amérique (Erethizon dorsatum).
On y retrouve aussi les chauves-souris suivantes : la petite chauve-souris brune (Myotis lucifugus), la chauve-souris pygmée (Myotis leibii), la chauve-souris nordique (Myotis septentrionalis), la chauve-souris argentée (Lasionycteris noctivagans), la pipistrelle de l'Est (Perimyotis subflavus) et la grande chauve-souris brune (Eptesicus fuscus).
La position méridionale de la péninsule permet d'observer plusieurs espèces rares au Canada, comme la petite musaraigne, la pipistrelle de l'Est, le blaireau d'Amérique, le renard gris, la chauve-souris nordique, le petit polatouche et le campagnol sylvestre. Certaines espèces ont cependant disparu de la région depuis le début de la colonisation, soit le Wapiti (Cervus canadensis), le lynx roux (Lynx rufus), l'ours noir (Ursus americanus), le loup de l'Est (Canis lycaon) et le lièvre d'Amérique (Lepus americanus).

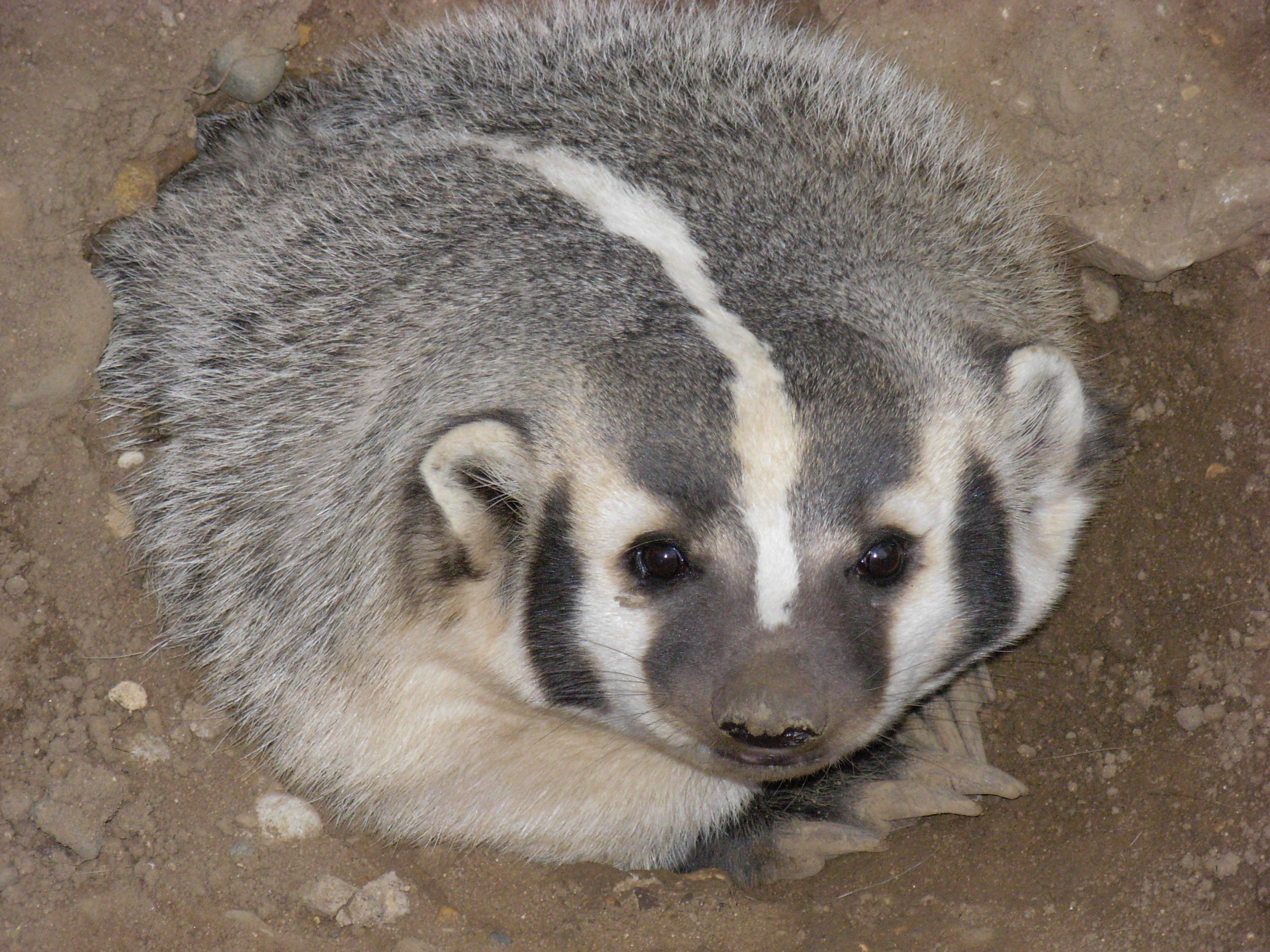
Blaireau d'Amérique
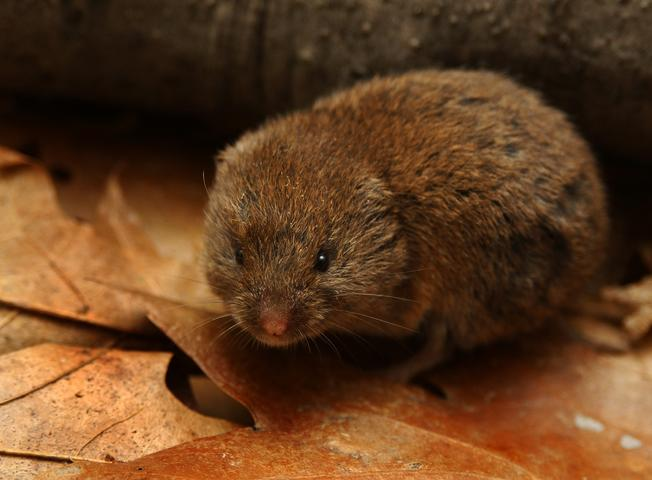
Campagnol sylvestre
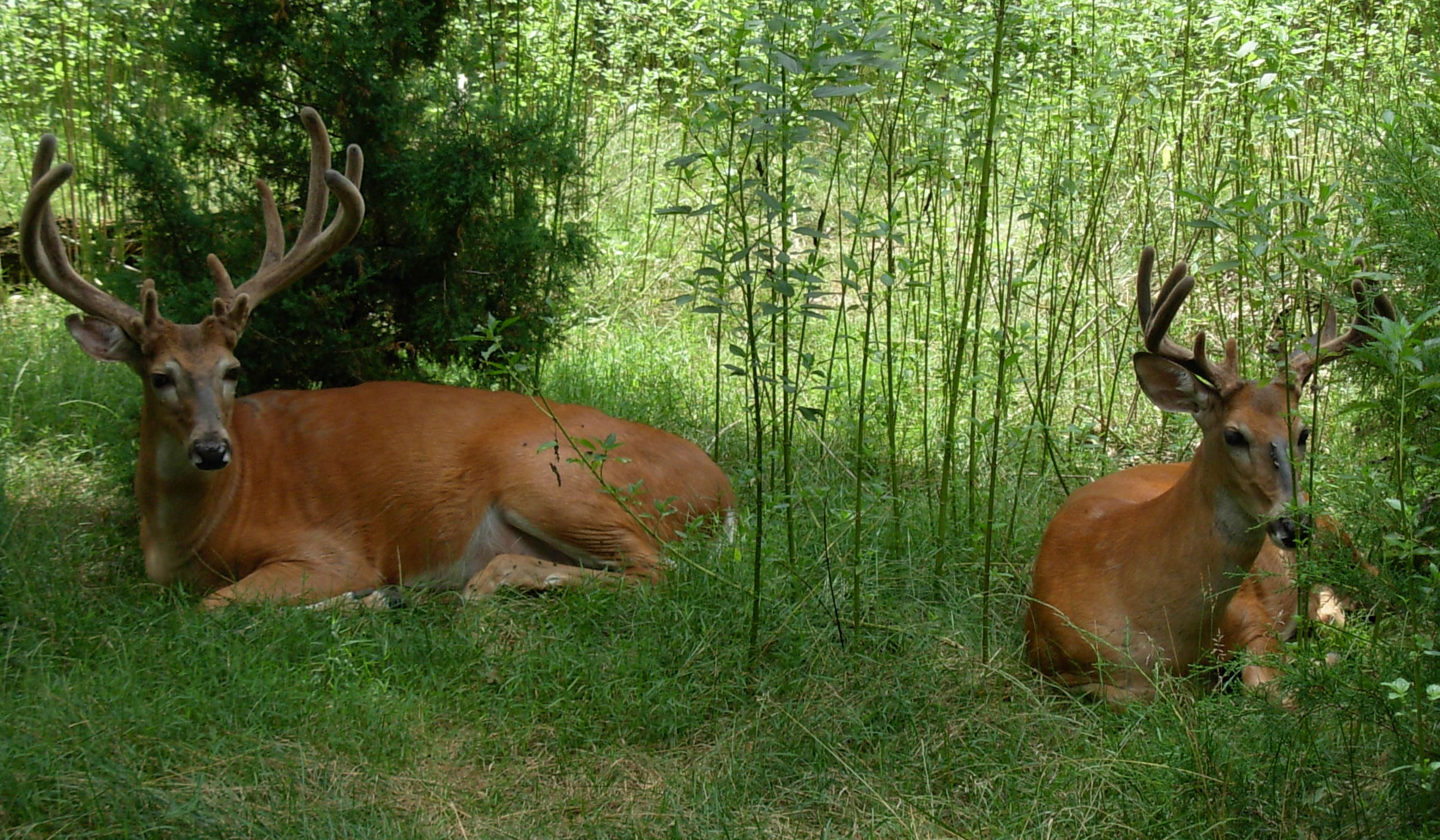
Cerfs de Virginie

#### Herpétofaune
Quelque 34 espèces d'amphibiens et de reptiles ont été recensées dans la région de Long Point. Les urodèles que l'on retrouve sont le necture tacheté (Necturus maculosus), le triton vert (Notophthalmus viridescens), la salamandre à points bleus (Ambystoma laterale), la salamandre de Jefferson (Ambystoma jeffersonianum), la salamandre maculée (Ambystoma maculatum), la salamandre à quatre doigts (Hemidactylium scutatum) et la salamandre rayée (Plethodon cinereus). Les anoures de la région sont le crapaud d'Amérique (Anaxyrus americanus), le crapaud de Fowler (Anaxyrus fowleri), la rainette versicolore (Hyla versicolor), la rainette crucifère (Pseudacris crucifer), la grenouille verte (Rana clamitans), la grenouille des bois (Rana sylvatica), la grenouille léopard (Rana pipiens), la grenouille des marais (Rana palustris) et le ouaouaron (Rana catesbeianus). Les tortues de la pointe sont la tortue serpentine (Chelydra serpentina), la tortue musquée (Sternotherus odoratus), la tortue peinte (Chrysemys picta), la tortue géographique (Graptemys geographica), la tortue ponctuée (Clemmys guttata), la tortue mouchetée (Emydoidea blandingii) et la tortue-molle à épines (Apalone spinifera). Les serpents de la réserve sont la couleuvre rayée (Thamnophis sirtalis), la couleuvre mince (Thamnophis sauritus), la couleuvre d'eau (Nerodia sipedon), la couleuvre à ventre rouge (Storeria occipitomaculata), la couleuvre brune (Storeria dekayi), la couleuvre verte (Liochlorophis vernalis), la couleuvre à nez plat (Heterodon platirhinos), la couleuvre obscure (Pantherophis spiloides), la couleuvre fauve de l'Est (Pantherophis gloydi), la couleuvre tachetée (Lampropeltis triangulum), la couleuvre royale (Regina septemvittata) et le massasauga (Sistrurus catenatus).

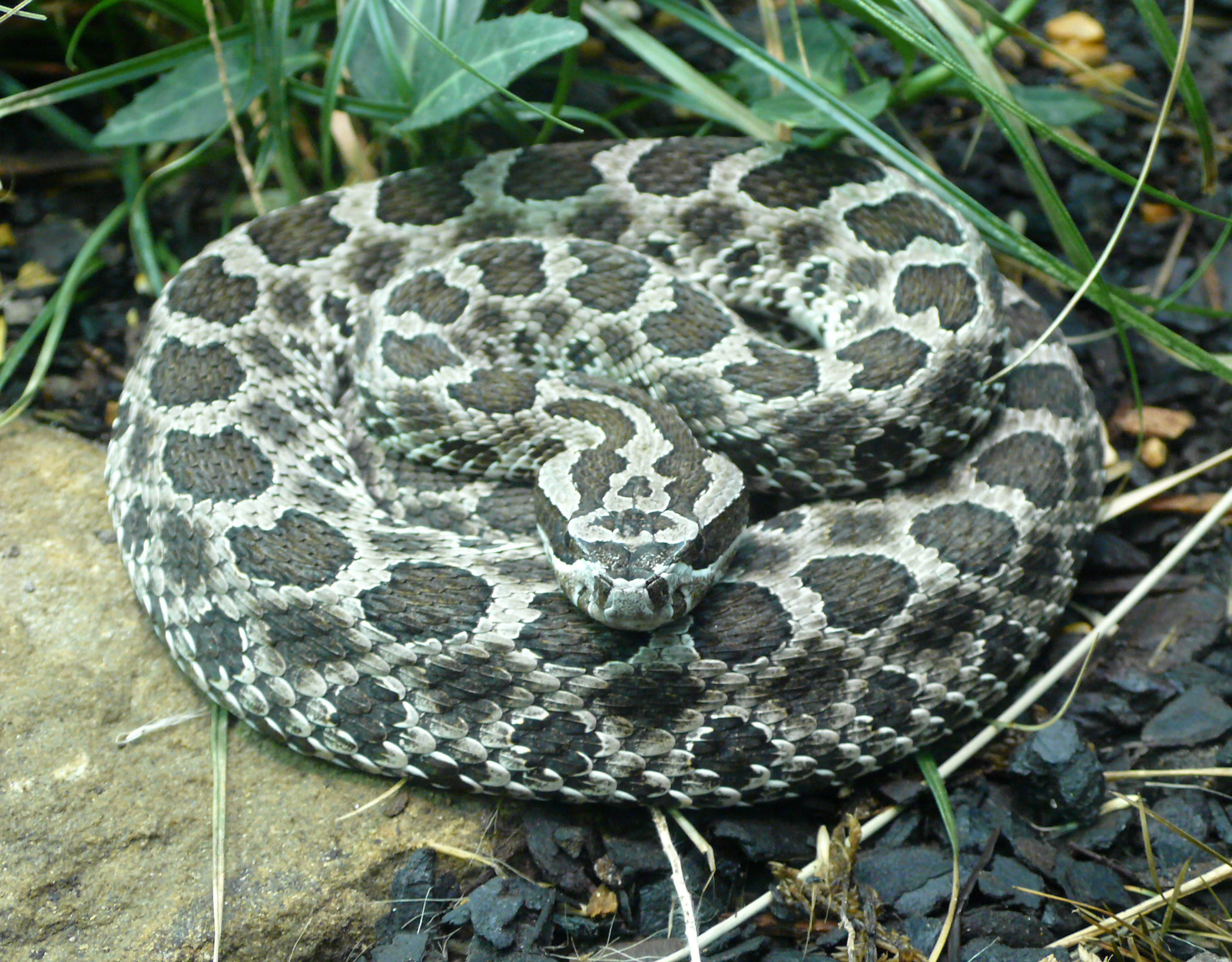
Massasauga
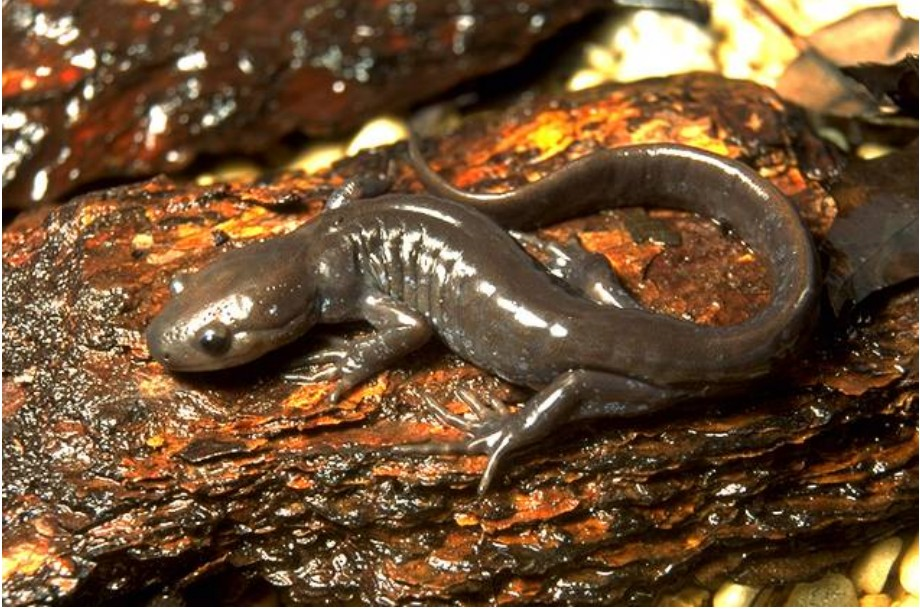
Salamandre de Jefferson
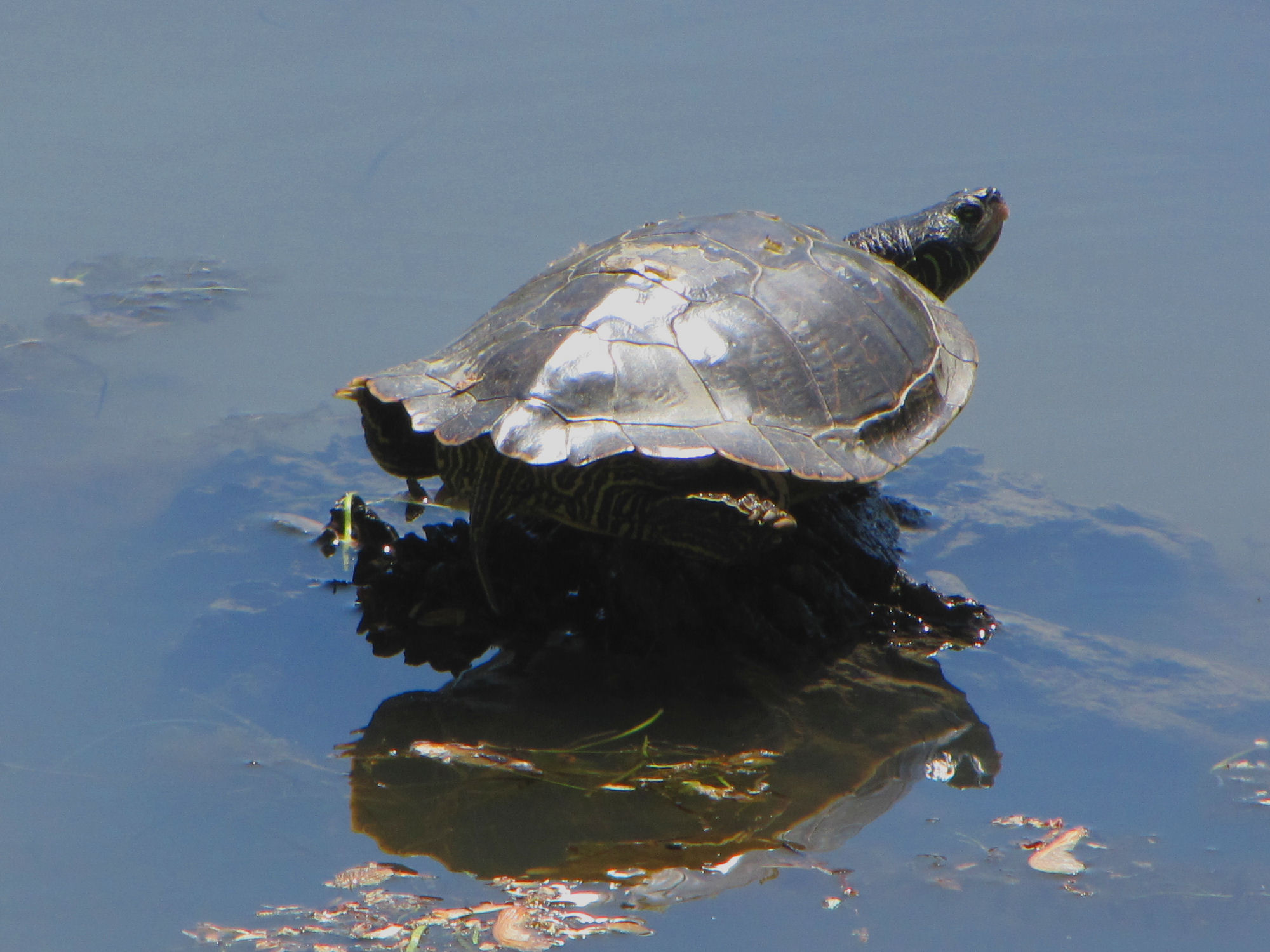
Tortue géographique

#### Oiseaux
À Long Point, 331 espèces d'oiseaux ont été identifiées, ce qui fait l'un des endroits ayant la plus grande diversité avienne des Grands Lacs. Sur ces espèces, 173 sont reconnues ou suspectées nicher sur la pointe. C'est un lieu important du continent pour la migration de la sauvagine ; on y a dénombré en 1998 environ 9 624 545 oiseaux jours lors de la migration d'automne. Parmi les espèces migratrices on retrouve le canard colvert (Anas platyrhynchos), le canard d'Amérique (Anas americana), le canard noir (Anas rubripes), le cygne siffleur (Cygnus columbianus), le fuligule à collier (Aythya collaris), le fuligule à dos blanc (Aythya valisineria), le fuligule à tête rouge (Aythya americana), le petit fuligule (Aythya affinis), le grand harle (Mergus merganser), le harle huppé (Mergus serrator). Outre la sauvagine, on y rencontre aussi les espèces migratrices suivantes : le courlis corlieu (Numenius phaeopus), la mouette de Bonaparte (Chroicocephalus philadelphia) et la sterne pierregarin (Sterna hirundo). La réserve est aussi un lieu de nidification important pour le bihoreau gris (Nycticorax nycticorax), le petit blongios (Ixobrychus exilis) et la sterne de Forster (Sterna forsteri).

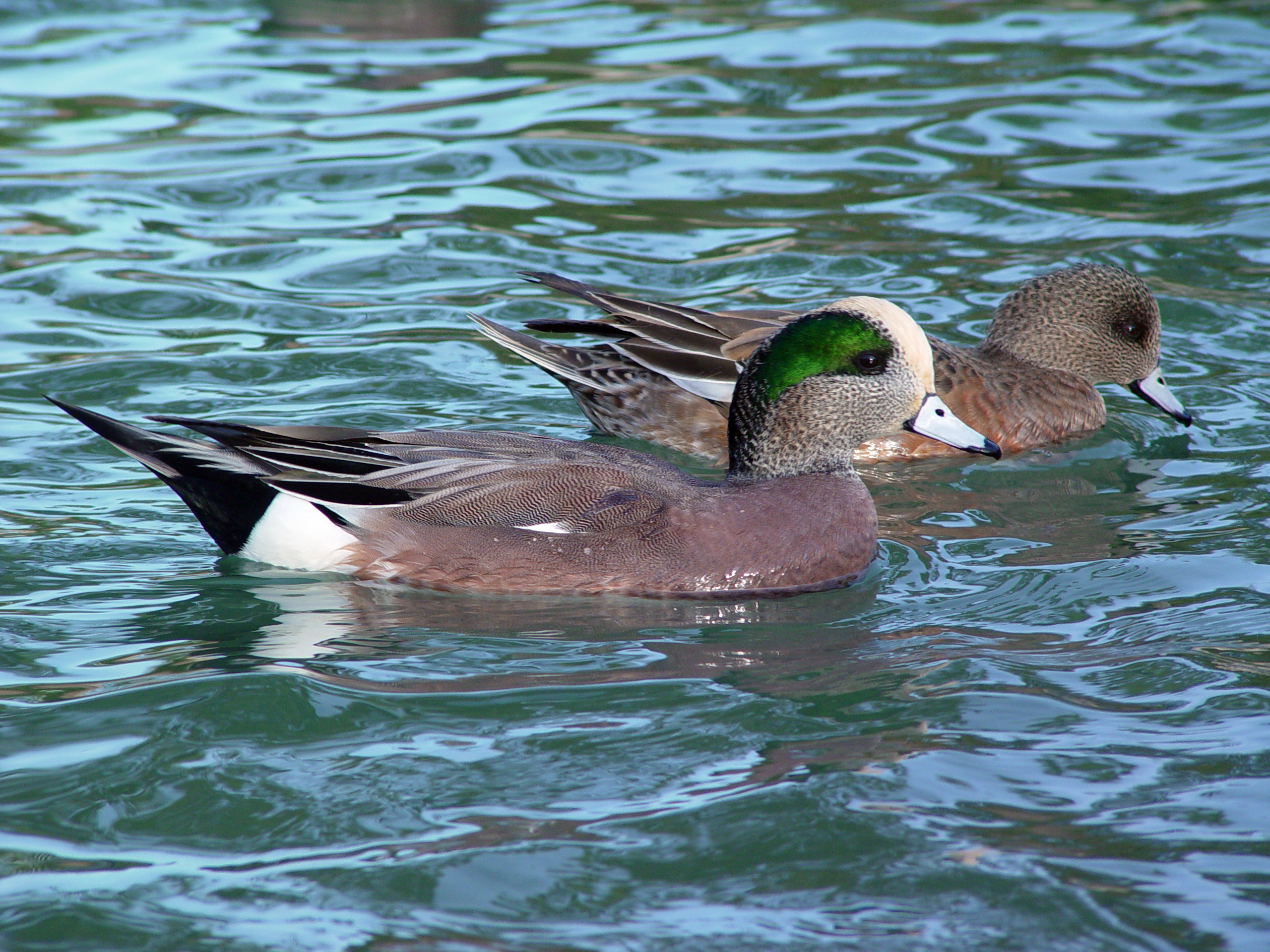
Canard d'Amérique
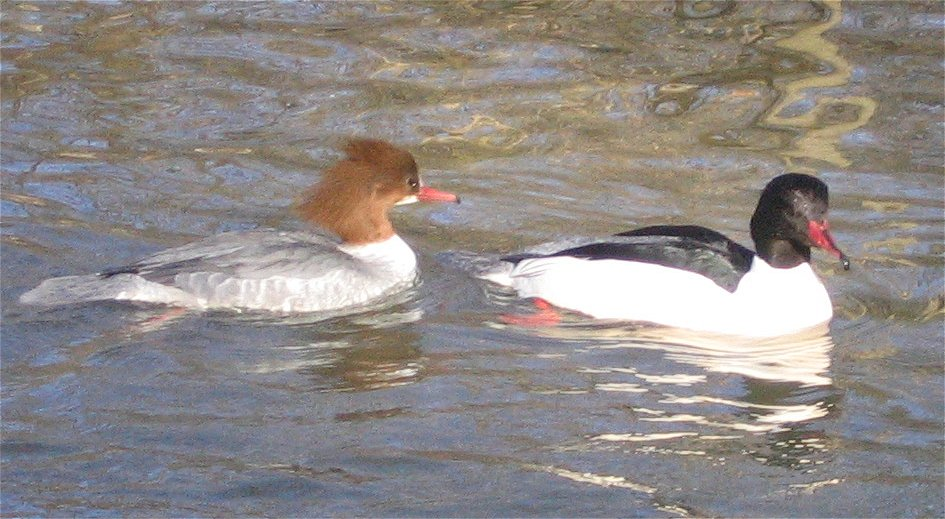
Grands Harles
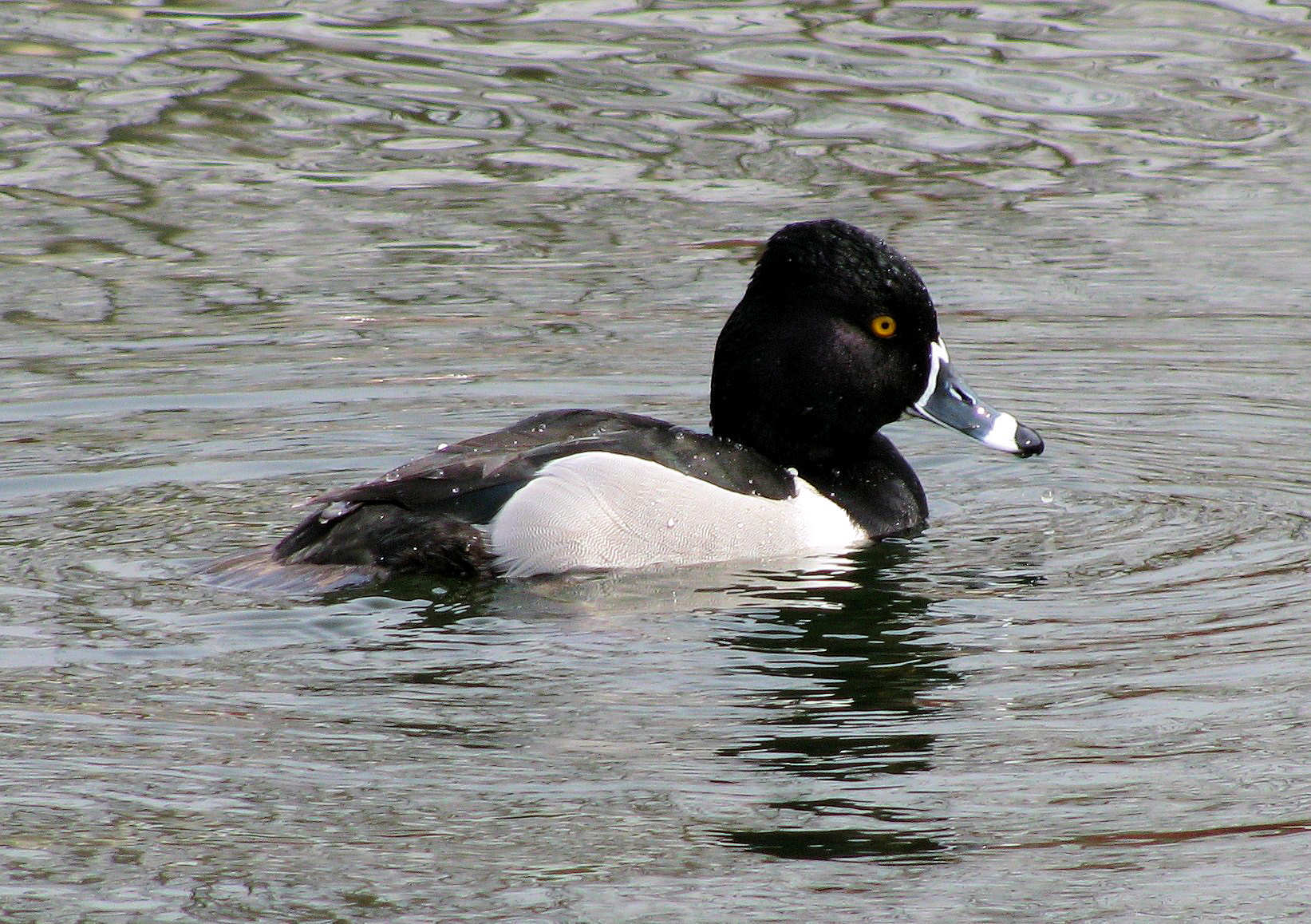
Fuligule à collier

## Administration et tourisme
La réserve est administrée conjointement avec celle du Ruisseau-Big à partir de Port Rowan par le Service canadien de la faune.
Il n'y a pas d'infrastructure dédiée au tourisme dans la réserve. Il est cependant possible d'y pratiquer le canot, la pêche — dans quelques secteurs —, la chasse, l'observation de la faune et la randonnée pédestre dans le secteur ouest. Le secteur située le plus à l'est n'est accessible que par bateau.